# Eleição presidencial nos Estados Unidos em 2024
A eleição presidencial dos Estados Unidos de 2024 foi a 60.ª eleição presidencial quadrienal norte-americana, que ocorreu em 5 de novembro de 2024 em todos os 50 estados e no Distrito de Columbia. A chapa republicana  do ex-presidente Donald Trump e do senador J. D. Vance derrotaram a então vice-presidente democrata, Kamala Harris, e Tim Walz, governador, e foram eleitos, respectivamente, presidente e vice-presidente para um mandato de quatro anos. Trump, que já havia servido como o 45.º presidente dos Estados Unidos até quatro anos antes, se tornou o segundo presidente americano da história a ser eleito para um segundo mandato não-consecutivo desde Grover Cleveland em 1892. Esta foi a primeira vitória de um republicano no voto popular desde 2004.
O então presidente, Joe Biden, membro do Partido Democrata, inicialmente concorreu à reeleição nas primárias democratas e venceu. No entanto, após um desempenho ruim no debate presidencial de junho de 2024, muitos democratas pediram que Biden suspendesse a sua campanha. Apesar de alguma resistência inicial, Biden retirou-se da corrida em 21 de julho e endossou a vice-presidente Kamala Harris, conseguindo o apoio de um número suficiente de delegados para assegurar a sua nomeação nas primárias do seu partido. O antecessor de Biden, Donald Trump, membro do Partido Republicano, concorreu à reeleição para um segundo mandato não consecutivo, após perder para Biden na eleição presidencial de 2020. Trump foi nomeado durante a Convenção Nacional Republicana de 2024, em 15 de julho. Robert F. Kennedy Jr. surgiu como o candidato presidencial de um terceiro partido mais bem cotado desde Ross Perot na eleição de 1992, concorrendo como independente.
A eleição presidencial ocorreu ao mesmo tempo que as eleições para o Senado dos Estados Unidos, Câmara, governadores e legislaturas estaduais. Por todo o país, os republicanos, partido de Trump, se saiu muito bem, tomando controle da Casa Branca e de ambas as casas do Congresso dos Estados Unidos. As principais questões da campanha devem ser a segurança nas fronteiras, imigração, economia, aborto, saúde, educação, direitos LGBT, mudanças climáticas, democracia, e política externa. Pesquisas de opinião frequentemente apontavam assuntos econômicos na lista de maiores preocupações do eleitorado americano, especialmente o aumento do custo de vida. Durante a campanha, Trump foi reconhecido por seu estilo agressivo, abraçando teorias da conspiração de extrema-direita, com seus discursos marcados por uma retórica descrita como autoritária e desumanizadora em relação aos seus oponentes políticos. Em 13 de julho, Trump foi baleado em uma tentativa de assassinato em um dos seus comícios.
Após a vitória dos republicanos, Trump e Vance foram empossados presidente e vice em 20 de janeiro de 2025. Aos 78 anos de idade, Trump se tornou o homem mais velho na história eleitoral dos Estados Unidos a ser eleito presidente.

## Contexto

### Procedimento

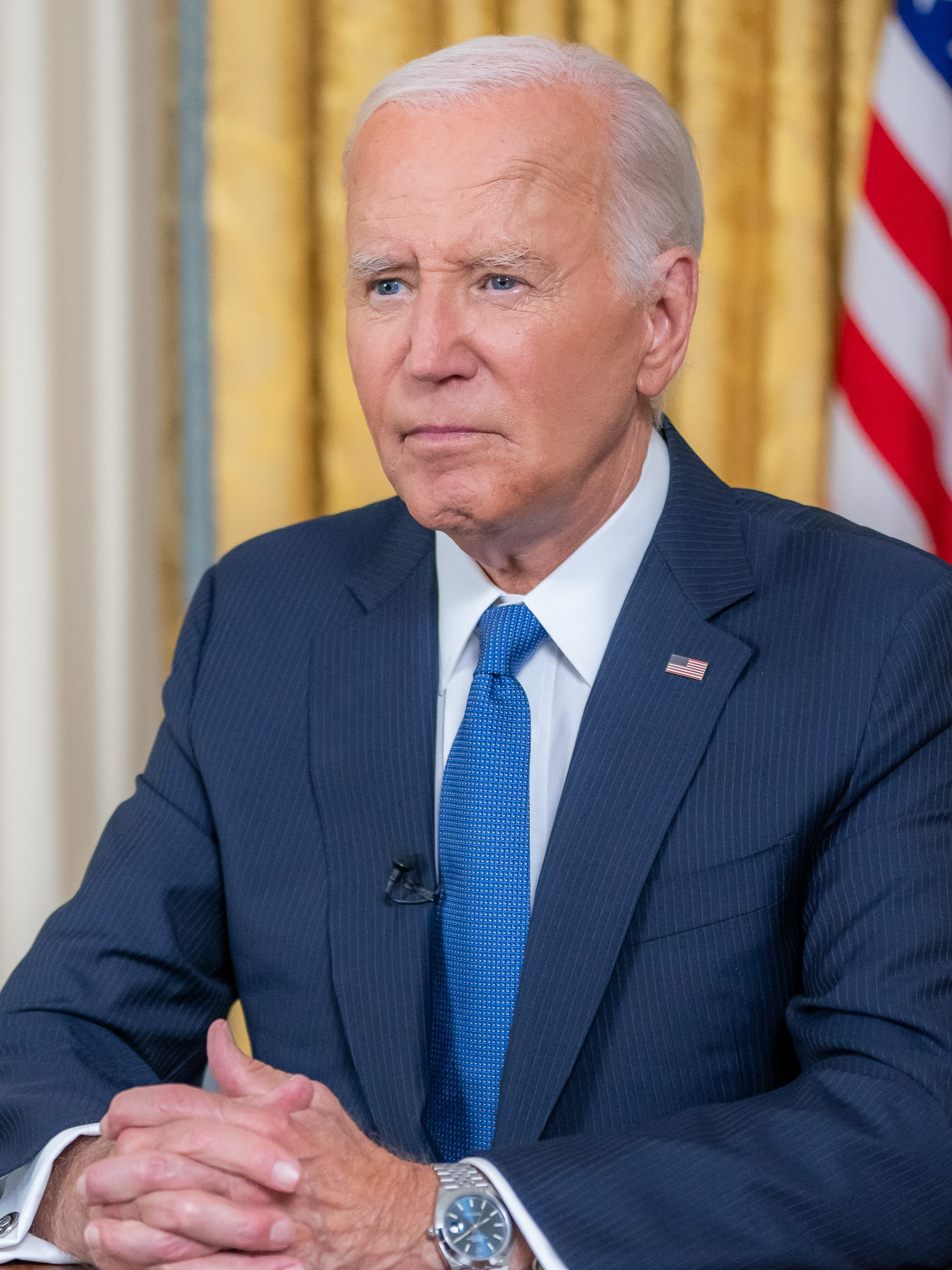
O titular do cargo de presidente em 2024, Joe Biden. Seu mandato expirou ao meio-dia de 20 de janeiro de 2025, já que em julho de 2024 ele desistiu de concorrer a reeleição.

O artigo dois da Constituição dos Estados Unidos afirma que, para uma pessoa servir como presidente, o indivíduo deve ser um cidadão natural dos Estados Unidos, ter pelo menos 35 anos e ser residente nos Estados Unidos há pelo menos 14 anos. Os candidatos à presidência geralmente buscam a indicação de um dos vários partidos políticos dos Estados Unidos, concedido por meio de um processo como uma eleição primária. As eleições primárias são geralmente eleições indiretas, onde os eleitores votam para uma lista de delegados do partido comprometidos com um determinado candidato. Os delegados do partido então nomeiam oficialmente um candidato para concorrer em nome do partido. O candidato presidencial normalmente escolhe um vice-presidente para formar a chapa desse partido, que é então ratificada pelos delegados na convenção do partido.
Da mesma forma, a eleição geral de novembro é também uma eleição indireta, na qual os eleitores votam para uma chapa de membros do Colégio Eleitoral; esses eleitores então elegem diretamente o presidente e o vice-presidente. Se nenhum candidato obtivesse o mínimo de 270 votos eleitorais necessários para vencer a eleição, seria realizada uma eleição contingente na qual a Câmara dos Representantes selecionaria o presidente entre os três candidatos mais votados no Colégio Eleitoral, e o Senado selecionaria o vice-presidente, dos candidatos que obtiveram os dois maiores totais. A eleição presidencial ocorreu simultaneamente com as eleições para a Câmara dos Representantes, eleições para o Senado e várias eleições estaduais e locais.

### Revanche de 2020
Se Joe Biden ganhasse a indicação para o pleito de 2024, esta eleição seria marcada pela repetição dos mesmos candidatos da eleição anterior. Caso tal cenário se concretizasse, seria a primeira vez em 68 anos que isso iria ocorrer.
Ao longo da história americana já ocorreram outras eleições consecutivas disputadas pelos mesmos candidatos: 
- 1796 e 1800: John Adams vs Thomas Jefferson - sendo que Adams foi eleito em 1796 e Jefferson em 1800.
- 1824 e 1828: John Quincy Adams vs Andrew Jackson - sendo que Quincy Adams venceu em 1824 e Jackson em 1828.
- 1836 e 1840: Martin Van Buren vs William H. Harrison - sendo que Van Buren venceu em 1836 e Harrison em 1840.
- 1888 e 1892: Benjamin Harrison vs Grover Cleveland - sendo que Harrison venceu em 1888 e Cleveland em 1892.
- 1896 e 1900: William McKinley vs William J. Bryan - sendo que McKinley venceu tanto em 1896, quanto em 1900.
- 1952 e 1956: Dwight D. Eisenhower vs Adlai Stevenson - sendo que Eisenhower venceu tanto em 1952, quanto em 1956.

### Os candidatos mais velhos da história americana
Entre todos os 46 presidentes que os Estados Unidos já tiveram, Joe Biden é o presidente em exercício mais idoso de todos. O candidato incumbente teria 82 anos na data da posse para um novo mandato caso fosse reeleito em 2024. Por outro lado, Trump não fica muito atrás. Ele terá 78 anos na data da posse.

## Mapa eleitoral

### Efeitos do censo de 2020
Esta foi a primeira eleição presidencial dos EUA a ocorrer após a redistribuição dos votos no Colégio Eleitoral dos Estados Unidos, seguindo o censo dos Estados Unidos de 2020. Se os resultados da eleição de 2020 permanecessem os mesmos (o que nunca ocorreu na história das eleições presidenciais) em 2024, os democratas teriam 303 votos eleitorais contra 235 dos republicanos, uma ligeira mudança em relação aos 306 votos eleitorais de Biden e aos 232 de Trump, significando que os democratas perderam um total líquido de 3 votos eleitorais no processo de redistribuição. Esta distribuição de votos do colégio eleitoral permanecerá válida apenas até a eleição de 2028. Uma nova redistribuição será realizada após o censo dos Estados Unidos de 2030.

### Estados-pêndulos
A maioria dos estados não é competitivo do ponto de vista eleitoral e, devido a diferenças demográficas, tende a votar no mesmo partido político em todas as eleições. Por causa da natureza do Colégio Eleitoral, isso significa que um número limitado de estados-pêndulos—estados competitivos que "oscilam" entre os partidos—são vitais para vencer a presidência. Esses estados incluem os do Cinturão da Ferrugem (Rust Belt), como Wisconsin, Michigan e Pensilvânia; e os do Cinturão do Sol (Sun Belt), como Arizona, Geórgia, Nevada e Carolina do Norte.
Devido a mudanças demográficas graduais, alguns antigos estados em disputa não são mais tão competitivos; Iowa, Ohio e Flórida se inclinaram significativamente para os republicanos, enquanto Colorado, Novo México e Virgínia se inclinaram significativamente para os democratas. Arizona e Geórgia costumavam ser bastiões republicanos, mas recentemente mudaram o suficiente para serem considerados estados em disputa; os democratas venceram ambos os estados por menos de um ponto na eleição presidencial de 2020.
A coalizão eleitoral democrata tem tido um apoio relativamente alto entre os eleitores negros, os eleitores que se formaram na faculdade e os eleitores que vivem em áreas urbanas. Os eleitores brancos sem diploma universitário, que se inclinaram para os republicanos desde a década de 1970, estão diminuindo como uma proporção geral do eleitorado. Os eleitores suburbanos de classe média, um grupo que tradicionalmente se inclinava para os republicanos, têm se deslocado em direção aos democratas, uma mudança atribuída principalmente ao movimento "Make America Great Again". A aceleração dessa tendência foi creditada como um fator que inclinou a eleição presidencial de 2020 a favor de Biden, uma vez que o incumbente Trump teve um desempenho abaixo do esperado nos subúrbios para um candidato republicano. A coalizão republicana é composta principalmente por eleitores brancos rurais, evangélicos, idosos e eleitores sem diploma universitário.

## Partido Democrata
Em 25 de abril de 2023, o presidente Biden anunciou oficialmente sua candidatura à reeleição, confirmando que a vice-presidente Harris permaneceria como sua companheira de chapa. Após esse anúncio, os republicanos aumentaram seu foco em Harris, intensificando as críticas contra ela. No final de 2021, em meio à queda nas taxas de aprovação de Biden, surgiram especulações sobre se ele buscaria a reeleição. Figuras públicas, incluindo os ex-representantes Carolyn Maloney, Tim Ryan e Joe Cunningham, instaram Biden a não concorrer.
Preocupações sobre a idade de Biden foram proeminentes, dado que ele era a pessoa mais velha a assumir o cargo aos 78 anos, o que o faria ter 82 anos ao final de seu primeiro mandato e 86 ao final de um possível segundo mandato. Uma pesquisa de abril de 2023 indicou que 70% dos americanos, incluindo 51% dos democratas, acreditavam que Biden não deveria buscar um segundo mandato, com quase metade citando sua idade como razão. A taxa de aprovação de Biden era de 41%, com 55% desaprovando, segundo a média de pesquisas nacionais da FiveThirtyEight. Especulações também surgiram de que Biden poderia enfrentar um desafio nas primárias da facção progressista do Partido Democrata. No entanto, após o desempenho dos democratas ter superado as expectativas nas eleições de meio de mandato de 2022, muitos acreditavam que as chances de Biden de garantir a nomeação do partido haviam aumentado.
A autora Marianne Williamson foi a primeira a desafiar Biden, anunciando sua candidatura em fevereiro de 2023. Em abril de 2023, Robert F. Kennedy Jr. também entrou na corrida, mas posteriormente mudou sua campanha para uma candidatura independente em 9 de outubro de 2023. O representante Dean Phillips se juntou à corrida em 26 de outubro de 2023; ele retirou sua candidatura em março de 2024 e endossou Biden. Williamson inicialmente se retirou da corrida em fevereiro de 2024, mas depois retomou sua campanha, apenas para encerrá-la novamente em 11 de junho de 2024.
Jason Palmer, que surpreendeu muitos ao vencer as caucuses de Samoa Americana, tornou-se o primeiro candidato a vencer uma primária contestada contra um presidente em exercício desde Ted Kennedy em 1980. No entanto, ele suspendeu sua campanha em 15 de maio de 2024. Em 12 de março de 2024, Biden garantiu a maioria dos delegados, tornando-se o candidato presumido do Partido Democrata.
Jason Palmer surpreendeu ao vencer as caucuses de Samoa Americana, tornando-se o primeiro candidato a vencer uma primária contestada contra um presidente em exercício desde Ted Kennedy em 1980, mas suspendeu sua campanha em 15 de maio de 2024. Em 12 de março de 2024, Biden garantiu a maioria dos delegados e tornou-se o candidato presumido do Partido Democrata.
Apesar de sua nomeação, Biden enfrentou significativa oposição de eleitores "não comprometidos", que obtiveram mais votos do que alguns candidatos importantes nas primárias de 2020. Após um debate amplamente criticado contra Trump em 27 de junho de 2024, Biden retirou-se da corrida em 21 de julho, endossando Harris como sua sucessora. Harris anunciou rapidamente sua candidatura e assegurou endossos suficientes de delegados até 22 de julho.
A retirada de Biden o fez o primeiro presidente incumbente elegível desde Lyndon B. Johnson em 1968 a não buscar reeleição. Harris é a primeira candidata a não participar das primárias desde Hubert Humphrey em 1968. Após a saída de Biden, Tim Walz, Josh Shapiro, Mark Kelly e Andy Beshear surgiram como principais candidatos à vice-presidência. O Partido Democrata realizou uma votação virtual em 2 de agosto, onde Harris se tornou a candidata oficial em 5 de agosto e selecionou Walz como seu companheiro de chapa. Se eleita, Harris faria história como a primeira mulher e presidente asiático-americana dos EUA, enquanto Walz seria o primeiro vice-presidente a ter servido na guerra ao terror.

### Nomeados democratas
|                                                     | Kamala Harris                               | Tim Walz |
| para Presidente                                     | para Vice-Presidente                        |          |
|                                                     |                                             |          |
| 49.º Vice-presidente dos Estados Unidos (2021–2025) | 41º Governador do Minnesota (2019–presente) |          |

## Partido Republicano
Trump, o então presidente em exercício, foi derrotado por Biden nas eleições de 2020 e se tornou o quinto ex-presidente a buscar um segundo mandato não consecutivo em 2024. Ele registrou sua candidatura na Comissão Federal de Eleições (FEC) em 15 de novembro de 2022 e anunciou sua campanha no Mar-a-Lago no mesmo dia. Em 2023, Trump foi considerado culpado em processos civis por abuso sexual e difamação, além de ser indiciado por pagamentos de suborno à atriz Stormy Daniels e por sua gestão de documentos classificados.
Trump enfrentou oposição nas primárias, principalmente de Ron DeSantis, governador da Flórida, que anunciou sua candidatura em maio de 2023. Após uma vitória esmagadora de Trump nas caucuses de Iowa, DeSantis e o empresário Vivek Ramaswamy retiraram-se da corrida, endossando Trump. Nikki Haley, a ex-governadora da Carolina do Sul, foi a única concorrente restante, mas suspendeu sua campanha após o Super Tuesday.
Em 12 de março de 2024, Trump se tornou o candidato presumido do Partido Republicano. Ele sofreu uma tentativa de assassinato em julho de 2024, sendo a primeira vez que um candidato presidencial importante foi ferido desde Ronald Reagan em 1981. Em julho de 2024, Trump anunciou que o senador J. D. Vance seria seu companheiro de chapa. Em 18 de julho de 2024, ele aceitou a nomeação da Convenção Nacional Republicana, sendo esta a terceira vez consecutiva em que foi o candidato do partido.

### Nomeados republicanos
|                                                | Donald Trump                                    | J. D. Vance |
| para Presidente                                | para Vice-Presidente                            |             |
|                                                |                                                 |             |
| 45.º Presidente dos Estados Unidos (2017–2021) | Senador dos Estados Unidos por Ohio (2023–2025) |             |

## Pesquisas de opinião

### Harris e Trump

Um gráfico LOESS agregando as principais pesquisas de opinião para as eleições de 2024 entre Harris e Trump. Os grupos "Outros" e "Indecisos" foram calculados.

| Pesquisa                  | Datas realizadas          | Datas atualizadas     | Kamala Harris Democrata | Donald Trump Republicano | Outros/ Indecisos | Margem       |
| ------------------------- | ------------------------- | --------------------- | ----------------------- | ------------------------ | ----------------- | ------------ |
| 270toWin                  | até 4 de novembro de 2024 | 5 de novembro de 2024 | 48,4%                   | 47,2%                    | 4,4%              | Harris +1,2% |
| 538                       | até 4 de novembro de 2024 | 5 de novembro de 2024 | 48%                     | 46,8%                    | 5,2%              | Harris +1,2% |
| Cook Political Report     | até 4 de novembro de 2024 | 5 de novembro de 2024 | 48,7%                   | 47,8%                    | 3,5%              | Harris +0,9% |
| Decision Desk HQ/The Hill | até 5 de novembro de 2024 | 5 de novembro de 2024 | 48,4%                   | 48,4%                    | 3,2%              | Empate       |
| Silver Bulletin           | até 4 de novembro de 2024 | 5 de novembro de 2024 | 48,6%                   | 47,6%                    | 3,8%              | Harris +1,0% |
| Média                     | Média                     | Média                 | 48,4%                   | 47,6%                    | 4,0%              | Harris +0,8% |

## Debates
Em abril de 2022, o Comitê Nacional Republicano votou unanimemente para se retirar da Comissão de Debates Presidenciais (CPD). Em maio de 2024, a campanha de Biden propôs realizar dois debates fora do cronograma da CPD e recusou-se a participar dos debates organizados pela CPD. Biden e Trump concordaram em debater na CNN em 27 de junho e na ABC News em 10 de setembro.

### 27 de junho
A CNN realizou o primeiro grande debate da eleição em 27 de junho, com 51 milhões de telespectadores assistindo. Os meios de comunicação caracterizaram a performance de Biden no debate como um "desastre". Alguns comentaristas notaram que ele frequentemente perdia o raciocínio e dava respostas confusas e desordenadas.
G. Elliott Morris e Kaleigh Rogers, da ABC News 538, argumentaram que Biden não conseguiu tranquilizar os eleitores sobre a sua capacidade de servir como presidente por mais quatro anos. Após o debate, autoridades eleitas, estrategistas de partido e arrecadadores discutiram sobre a possibilidade de substituir Biden como candidato do partido, inclusive se figuras proeminentes do Partido Democrata deveriam fazer uma declaração pública pedindo que ele se retirasse. Biden afirmou que não desistiria. Barack Obama e Hillary Clinton reiteraram o seu apoio a Biden após o debate. A performance no debate acabou levando Biden a retirar a sua candidatura à reeleição em 21 de julho.

### 10 de setembro
O segundo debate presidencial aconteceu em 10 de setembro e foi apresentado pela ABC News.

## Resultados

### Resultados eleitorais
| Candidato a presidente Candidato a vice-presidente | Candidato a presidente Candidato a vice-presidente | Partido             | Votos populares | PCT    | Colégio Eleitoral |
| -------------------------------------------------- | -------------------------------------------------- | ------------------- | --------------- | ------ | ----------------- |
|                                                    | Donald Trump J. D. Vance                           | Republicano         | 77.302.580      | 49,80% | 312               |
|                                                    | Kamala Harris Tim Walz                             | Democrata           | 75.017.613      | 48,32% | 226               |
|                                                    | Jill Stein Butch Ware                              | Verde               | 862.049         | 0,56%  | 0                 |
|                                                    | Robert F. Kennedy Jr. Nicole Shanahan              | Independente        | 756.393         | 0,49%  | 0                 |
|                                                    | Chase Oliver Michael ter Maat                      | Libertário          | 650.126         | 0,42%  | 0                 |
|                                                    | Outros                                             | Outros              | 649.541         | 0,42%  | 0                 |
| Total                                              | Total                                              | Total               | 155.238.302     | 100%   | 538               |
| Eleitores elegíveis                                | Eleitores elegíveis                                | Eleitores elegíveis | –               | –      | –                 |

| Voto popular | Voto popular | Voto popular | Voto popular | Voto popular |
| ------------ | ------------ | ------------ | ------------ | ------------ |
|              |              |              |              |              |
| Trump        | Trump        |              | 49,80%       | 49,80%       |
| Harris       | Harris       |              | 48,32%       | 48,32%       |
| Stein        | Stein        |              | 0,56%        | 0,56%        |
| Kennedy      | Kennedy      |              | 0,49%        | 0,49%        |
| Oliver       | Oliver       |              | 0,42%        | 0,42%        |
| Outros       | Outros       |              | 0,42%        | 0,42%        |

| 312   | 226    |
| Trump | Harris |

| Colégio Eleitoral | Colégio Eleitoral | Colégio Eleitoral | Colégio Eleitoral | Colégio Eleitoral |
| ----------------- | ----------------- | ----------------- | ----------------- | ----------------- |
|                   |                   |                   |                   |                   |
| Trump/Vance       | Trump/Vance       |                   | 57,99%            | 57,99%            |
| Harris/Walz       | Harris/Walz       |                   | 42,01%            | 42,01%            |

### Resultados por estado
Resultados preliminares; apenas estados relatados pela Associated Press como tendo mais de 99% da contagem concluída estão incluídos.
| Estados vencidos por Trump/Vance |                                                                                      |
| Estados vencidos por Harris/Walz |                                                                                      |
| VE                               | Votos eleitorais (para o Colégio Eleitoral)                                          |
| †                                | Resultados em todo o estado (para Maine e Nebraska, que dividem os votos eleitorais) |

| Estado ou distrito   | Trump/Vance Republicano | Trump/Vance Republicano | Trump/Vance Republicano | Harris/Walz Democrata | Harris/Walz Democrata | Harris/Walz Democrata | Stein/Ware Verde | Stein/Ware Verde | Stein/Ware Verde | Kennedy/Shanahan Independente | Kennedy/Shanahan Independente | Kennedy/Shanahan Independente | Oliver/Maat Libertário | Oliver/Maat Libertário | Oliver/Maat Libertário | Outros | Outros | Outros | Margem    | Margem | Variação da margem | Votos totais |
| Estado ou distrito   | Votos                   | %                       | VE                      | Votos                 | %                     | VE                    | Votos            | %                | VE               | Votos                         | %                             | VE                            | Votos                  | %                      | VE                     | Votos  | %      | VE     | Votos     | %      | %                  | Votos totais |
| -------------------- | ----------------------- | ----------------------- | ----------------------- | --------------------- | --------------------- | --------------------- | ---------------- | ---------------- | ---------------- | ----------------------------- | ----------------------------- | ----------------------------- | ---------------------- | ---------------------- | ---------------------- | ------ | ------ | ------ | --------- | ------ | ------------------ | ------------ |
| Alabama              | 1,457,704               | 64.6%                   | 9                       | 769,391               | 34.1%                 | –                     | 4,297            | 0.2%             | –                | 12,026                        | 0.5%                          | –                             | 4,914                  | 0.2%                   | –                      | 8,720  | 0.4%   | –      |           |        |                    | 2,257,052    |
| Alasca               | 175,489                 | 55.0%                   | 3                       | 130,763               | 41.0%                 | –                     | 2,155            | 0.7%             | –                | 5,279                         | 1.6%                          | –                             | 2,846                  | 0.9%                   | –                      | 2,520  | 0.8%   | –      | 44,726    | 14.0%  |                    | 321,641      |
| Arizona              | 1,763,037               | 52.2%                   | 11                      | 1,576,215             | 46.7%                 | –                     | 18,210           | 0.5%             | –                | –                             | –                             | –                             | 17,805                 | 0.5%                   | –                      |        |        | –      |           |        |                    |              |
| Arkansas             | 758,651                 | 64.2%                   | 6                       | 395,851               | 33.5%                 | –                     | 4,264            | 0.4%             | –                | 13,223                        | 1.1%                          | –                             | 5,708                  | 0.5%                   | –                      | 3,272  | 0.3%   | –      | 362,800   | 30.7%  |                    | 1,180,216    |
| Califórnia           |                         |                         | –                       |                       |                       | 54                    |                  |                  | –                |                               |                               | –                             |                        |                        | –                      |        |        | –      |           |        |                    |              |
| Carolina do Norte    | 2,878,108               | 51.1%                   | 16                      | 2,688,797             | 47.7%                 | –                     | 24,363           | 0.4%             | –                | –                             | –                             | –                             | 21,820                 | 0.4%                   | –                      | 18,681 | 0.3%   | –      | 189,311   | 3.4%   |                    | 5,675,346    |
| Carolina do Sul      | 1,481,919               | 58.2%                   | 9                       | 1,027,225             | 40.4%                 | –                     | 8,102            | 0.3%             | –                | –                             | –                             | –                             | 12,650                 | 0.5%                   | –                      | 15,136 | 0.6%   | –      | 454,664   | 17.8%  |                    | 2,547,898    |
| Colorado             |                         |                         | –                       |                       |                       | 10                    |                  |                  | –                |                               |                               | –                             |                        |                        | –                      |        |        | –      |           |        |                    |              |
| Connecticut          | 736,567                 | 42.0%                   | –                       | 989,545               | 56.4%                 | 7                     | 14,292           | 0.8%             | –                | 8,427                         | 0.5%                          | –                             | 6,731                  | 0.4%                   | –                      |        |        | –      |           |        |                    |              |
| Dakota do Norte      | 246,505                 | 67.0%                   | 3                       | 112,327               | 30.5%                 | –                     | –                | –                | –                | –                             | –                             | –                             | 6,227                  | 1.7%                   | –                      | 3,096  | 0.8%   | –      |           |        |                    | 368,155      |
| Dakota do Sul        | 272,081                 | 63.4%                   | 3                       | 146,859               | 34.2%                 | –                     | –                | –                | –                | 7,204                         | 1.7%                          | –                             | 2,778                  | 0.7%                   | –                      | –      | –      | –      | 125,222   | 29.2%  |                    | 428,922      |
| Delaware             | 214,184                 | 41.9%                   | –                       | 289,585               | 56.6%                 | 3                     | –                | –                | –                | 4,633                         | 0.9%                          | –                             | 2,037                  | 0.4%                   | –                      | 914    | 0.2%   | –      | –75,401   | –14.7% |                    | 518,329      |
| Distrito de Columbia | 20,888                  | 6.5%                    | –                       | 289,453               | 90.2%                 | 3                     | –                | –                | –                | 2,755                         | 0.9%                          | –                             | –                      | –                      | –                      | 7,727  | 2.4%   | –      |           |        |                    |              |
| Flórida              | 6,109,443               | 56.1%                   | 30                      | 4,680,748             | 43.0%                 | –                     | 43,116           | 0.4%             | –                | –                             | –                             | –                             | 31,957                 | 0.3%                   | –                      | 25,231 | 0.22%  | –      | 1,428,695 | 13.1%  |                    | 10,890,948   |
| Geórgia              | 2,661,056               | 50.7%                   | 16                      | 2,544,281             | 48.5%                 | –                     | 18,195           | 0.3%             | –                | –                             | –                             | –                             | 20,670                 | 0.4%                   | –                      |        |        | –      |           |        |                    |              |
| Havaí                | 193,169                 | 37.5%                   | –                       | 312,384               | 60.6%                 | 4                     | 4,372            | 0.8%             | –                | –                             | –                             | –                             | 2,719                  | 0.5%                   | –                      | 2,864  | 0.6%   | –      |           |        |                    |              |
| Idaho                | 605,041                 | 66.9%                   | 4                       | 274,838               | 30.4%                 | –                     | 2,971            | 0.3%             | –                | 12,809                        | 1.4%                          | –                             | 4,462                  | 0.5%                   | –                      | 4,344  | 0.46%  | –      |           |        |                    |              |
| Illinois             | 2,414,506               | 44.5%                   | –                       | 2,939,022             | 54.1%                 | 19                    | –                | –                | –                | 77,992                        | 1.4%                          | –                             | –                      | –                      | –                      |        |        | –      |           |        |                    |              |
| Indiana              | 1,711,713               | 58.6%                   | 11                      | 1,158,650             | 39.7%                 | –                     | –                | –                | –                | 29,195                        | 1.0%                          | –                             | 20,356                 | 0.7%                   | –                      |        |        | –      |           |        |                    |              |
| Iowa                 | 926,653                 | 56.0%                   | 6                       | 706,556               | 42.7%                 | –                     | –                | –                | –                | 13,105                        | 0.8%                          | –                             | 7,212                  | 0.4%                   | –                      | 2,289  | 0.1%   | –      | 220,097   | 13.3%  |                    | 1,655,722    |
| Kansas               | 741,949                 | 57.2%                   | 6                       | 532,475               | 41.0%                 | –                     | –                | –                | –                | 15,823                        | 1.2%                          | –                             | 7,420                  | 0.6%                   | –                      |        |        | –      |           |        |                    |              |
| Kentucky             | 1,336,227               | 64.6%                   | 8                       | 700,920               | 33.9%                 | –                     | 7,538            | 0.4%             | –                | 16,753                        | 0.8%                          | –                             | 6,409                  | 0.3%                   | –                      | 1,014  | 0.05%  | –      | 635,307   | 30.7%  |                    | 2,070,074    |
| Luisiana             | 1,208,269               | 60.2%                   | 8                       | 766,424               | 38.2%                 | –                     | 7,137            | 0.4%             | –                | 6,639                         | 0.3%                          | –                             | 6,831                  | 0.3%                   | –                      | 10,981 | 0.46%  | –      | 441,845   | 22.0%  |                    | 2,006,281    |
| Maine †              | 374,972                 | 45.4%                   | –                       | 430,795               | 52.1%                 | 2                     | 9,013            | 1.1%             | –                | –                             | –                             | –                             | 7,041                  | 0.8%                   | –                      | 4,836  | 0.5%   | –      |           |        |                    |              |
| ME-1                 | 165,322                 | 38.2%                   | –                       | 256,570               | 59.3%                 | 1                     | 4,836            | 1.1%             | –                | –                             | –                             | –                             | 2,809                  | 0.7%                   | –                      | 2,853  | 0.7%   | –      |           |        |                    |              |
| ME-2                 | 209,650                 | 53.2%                   | 1                       | 174,225               | 44.2%                 | –                     | 4,177            | 1.1%             | –                | –                             | –                             | –                             | 4,232                  | 1.1%                   | –                      | 1,983  | 0.5%   | –      |           |        |                    |              |
| Maryland             | 1,016,609               | 34.5%                   | –                       | 1,830,250             | 62.2%                 | 10                    | 31,396           | 1.1%             | –                | 27,825                        | 1.0%                          | –                             | 15,220                 | 0.5%                   | –                      | 21,988 | 0.7%   | –      |           |        |                    | 2,943,288    |
| Massachusetts        | 1,234,783               | 36.5%                   | –                       | 2,072,304             | 61.3%                 | 11                    | 25,387           | 0.8%             | –                | –                             | –                             | –                             | 17,363                 | 0.5%                   | –                      | 32,173 | 1.0%   | –      |           |        |                    |              |
| Michigan             | 2,804,647               | 49.7%                   | 15                      | 2,724,029             | 48.3%                 | –                     | 44,697           | 0.8%             | –                | 26,847                        | 0.5%                          | –                             | 22,599                 | 0.4%                   | –                      | 15,882 | 0.24%  | –      | 80,618    | 1.4%   |                    | 5,645,936    |
| Minnesota            | 1,518,684               | 46.9%                   | –                       | 1,656,829             | 51.1%                 | 10                    | 16,271           | 0.5%             | –                | 23,991                        | 0.7%                          | –                             | 15,155                 | 0.5%                   | –                      | 9,474  | 0.29%  | –      |           |        |                    |              |
| Mississippi          |                         |                         | 6                       |                       |                       | –                     |                  |                  | –                |                               |                               | –                             |                        |                        | –                      |        |        | –      |           |        |                    |              |
| Missouri             | 1,739,020               | 58.4%                   | 10                      | 1,190,806             | 40.0%                 | –                     | 16,956           | 0.6%             | –                | –                             | –                             | –                             | 23,754                 | 0.8%                   | –                      | 8,515  | 0.3%   | –      |           |        |                    | 2,979,051    |
| Montana              | 352,001                 | 58.4%                   | 4                       | 231,856               | 38.5%                 | –                     | 2,878            | 0.5%             | –                | 11,824                        | 2.0%                          | –                             | 4,273                  | 0.7%                   | –                      | –      | –      | –      |           |        |                    | 602,832      |
| Nebraska †           | 563,860                 | 59.6%                   | 2                       | 369,294               | 39.1%                 | –                     | 2,877            | 0.3%             | –                | –                             | –                             | –                             | 6,389                  | 0.7%                   | –                      | 3,053  | 0.3%   | –      |           |        |                    | 945,264      |
| NE-1                 | 177,247                 | 55.8%                   | 1                       | 135,867               | 42.8%                 | –                     | 1,009            | 0.3%             | –                | –                             | –                             | –                             | 2,412                  | 0.8%                   | –                      | 1,049  | 0.3%   | –      |           |        |                    | 317,584      |
| NE-2                 | 148,495                 | 47.0%                   | –                       | 163,214               | 51.7%                 | 1                     | 1,102            | 0.3%             | –                | –                             | –                             | –                             | 1,999                  | 0.6%                   | –                      | 1,129  | 0.4%   | –      |           |        |                    | 315,939      |
| NE-3                 | 236,721                 | 76.3%                   | 1                       | 69,809                | 22.5%                 | –                     | 763              | 0.3%             | –                | –                             | –                             | –                             | 1,963                  | 0.6%                   | –                      | 864    | 0.3%   | –      |           |        |                    | 311,741      |
| Nevada               | 750,095                 | 50.6%                   | 6                       | 703,902               | 47.5%                 | –                     | –                | –                | –                | –                             | –                             | –                             | 6,055                  | 0.4%                   | –                      | 22,358 | 1.5%   | –      |           |        |                    |              |
| New Hampshire        | 394,867                 | 48.1%                   | –                       | 417,180               | 50.9%                 | 4                     | 3,654            | 0.5%             | –                | –                             | –                             | –                             | 4,386                  | 0.5%                   | –                      |        |        | –      |           |        |                    |              |
| Nova Jérsia          | 1,957,215               | 46.1%                   | –                       | 2,205,932             | 52.0%                 | 14                    | 38,492           | 0.9%             | –                | 23,324                        | 0.6%                          | –                             | 10,447                 | 0.3%                   | –                      | 10,662 | 0.2%   | –      |           |        |                    |              |
| Novo México          | 422,184                 | 45.9%                   | –                       | 476,088               | 51.8%                 | 5                     | 4,571            | 0.5%             | –                | 9,511                         | 1.0%                          | –                             | 3,735                  | 0.4%                   | –                      | 3,280  | 0.39%  | –      | –53,904   | –5.9%  |                    | 919,369      |
| Nova Iorque          |                         |                         | –                       |                       |                       | 28                    |                  |                  | –                |                               |                               | –                             |                        |                        | –                      |        |        | –      |           |        |                    |              |
| Ohio                 | 3,116,579               | 55.2%                   | 17                      | 2,476,003             | 43.9%                 | –                     | –                | –                | –                | –                             | –                             | –                             | 27,502                 | 0.5%                   | –                      | 22,505 | 0.4%   | –      | 640,576   | 11.3%  |                    | 5,644,642    |
| Oklahoma             | 1,036,213               | 66.2%                   | 7                       | 499,599               | 31.9%                 | –                     | –                | –                | –                | 16,020                        | 1.0%                          | –                             | 9,198                  | 0.6%                   | –                      | 5,143  | 0.3%   | –      | 536,614   | 34.3%  |                    | 1,566,173    |
| Óregon               |                         |                         | –                       |                       |                       | 8                     |                  |                  | –                |                               |                               | –                             |                        |                        | –                      |        |        | –      |           |        |                    |              |
| Pensilvânia          | 3,511,865               | 50.6%                   | 19                      | 3,366,829             | 48.5%                 | –                     | 33,833           | 0.5%             | –                | –                             | –                             | –                             | 32,954                 | 0.5%                   | –                      |        |        | –      |           |        |                    |              |
| Rhode Island         | 214,398                 | 41.8%                   | –                       | 285,132               | 55.5%                 | 4                     | 2,900            | 0.6%             | –                | 5,045                         | 1.0%                          | –                             | 1,617                  | 0.3%                   | –                      | 4,262  | 0.8%   | –      |           |        |                    |              |
| Tennessee            | 1,964,499               | 64.2%                   | 11                      | 1,055,039             | 34.5%                 | –                     | 8,953            | 0.3%             | –                | 21,511                        | 0.7%                          | –                             | –                      | –                      | –                      | 10,291 | 0.3%   | –      |           |        |                    |              |
| Texas                | 6,375,318               | 56.2%                   | 40                      | 4,806,441             | 42.4%                 | –                     | 82,299           | 0.7%             | –                | –                             | –                             | –                             | 68,266                 | 0.6%                   | –                      | 7,878  | 0.1%   | –      |           |        |                    | 11,340,202   |
| Utah                 |                         |                         | 6                       |                       |                       | –                     |                  |                  | –                |                               |                               | –                             |                        |                        | –                      |        |        | –      |           |        |                    |              |
| Vermont              | 119,395                 | 32.0%                   | –                       | 235,791               | 63.2%                 | 3                     | –                | –                | –                | 5,905                         | 1.6%                          | –                             | 1,828                  | 0.5%                   | –                      | 6,503  | 1.8%   | –      |           |        |                    | 372,885      |
| Virgínia             | 2,074,901               | 46.1%                   | –                       | 2,334,867             | 51.8%                 | 13                    | 34,876           | 0.8%             | –                | –                             | –                             | –                             | 19,806                 | 0.4%                   | –                      | 40,747 | 0.9%   | –      |           |        |                    |              |
| Virgínia Ocidental   | 533,556                 | 70.0%                   | 4                       | 214,309               | 28.1%                 | –                     | 2,531            | 0.3%             | –                | 8,947                         | 1.2%                          | –                             | 3,047                  | 0.4%                   | –                      | –      | –      | –      |           |        |                    | 762,390      |
| Washington           | 1,519,908               | 39.0%                   | –                       | 2,234,241             | 57.3%                 | 12                    | 29,430           | 0.8%             | –                | 54,379                        | 1.4%                          | –                             | 16,285                 | 0.4%                   | –                      | 45,997 | 1.2%   | –      |           |        |                    | 3,900,243    |
| Wisconsin            | 1,697,298               | 49.7%                   | 10                      | 1,667,881             | 48.9%                 | –                     | 12,266           | 0.4%             | –                | 17,681                        | 0.5%                          | –                             | 10,501                 | 0.3%                   | –                      | 8,846  | 0.24%  | –      |           |        |                    |              |
| Wyoming              | 192,576                 | 72.3%                   | 3                       | 69,508                | 26.1%                 | –                     | –                | –                | –                | –                             | –                             | –                             | 4,191                  | 1.6%                   | –                      |        |        | –      |           |        |                    |              |
| Total                |                         |                         | 312                     |                       |                       | 226                   |                  |                  | –                |                               |                               | –                             |                        |                        | –                      |        |        | –      |           |        |                    |              |
|                      | Trump/Vance Republicano | Trump/Vance Republicano | Trump/Vance Republicano | Harris/Walz Democrata | Harris/Walz Democrata | Harris/Walz Democrata | Stein/Ware Verde | Stein/Ware Verde | Stein/Ware Verde | Kennedy/Shanahan Independente | Kennedy/Shanahan Independente | Kennedy/Shanahan Independente | Oliver/Maat Libertário | Oliver/Maat Libertário | Oliver/Maat Libertário | Outros | Outros | Outros | Margem    | Margem | Variação da margem | Votos totais |

#### Estados que viraram de Democratas para Republicanos
- Arizona
- Geórgia
- Michigan
- Nevada
- Pensilvânia
- Wisconsin

### Estados disputados
Estados onde a margem de vitória foi inferior a 1% (10 votos eleitorais; todos vencidos por Trump):
1. Wisconsin, 0,9% – 10 votos eleitorais

Estados onde a margem de vitória foi entre 1% e 5% (87 votos eleitorais; 72 vencidos por Trump, 15 vencidos por Harris):
1. Michigan, 1,4% – 15 votos eleitorais
2. Pensilvânia, 1,7% – 19 votos eleitorais (estado decisivo)
3. Geórgia, 2,2% – 16 votos eleitorais
4. New Hampshire, 2,8% – 4 votos eleitorais
5. Nevada, 3,1% – 6 votos eleitorais
6. Carolina do Norte, 3,2% – 16 votos eleitorais
7. Minnesota, 4,3% – 10 votos eleitorais
8. 2º distrito congressional de Nebraska, 4,7% – 1 voto eleitoral

Estados/distritos onde a margem de vitória foi entre 5% e 10% (46 votos eleitorais; 12 vencidos por Trump, 34 por Harris):
1. Arizona, 5,5% – 11 votos eleitorais
2. Virgínia, 5,8% – 13 votos eleitorais
3. Nova Jersey, 5,9% – 14 votos eleitorais
4. Novo México, 6,1% – 5 votos eleitorais
5. Maine, 6,7% – 2 votos eleitorais
6. 2º distrito congressional de Maine, 9,0% – 1 voto eleitoral

Vermelho indica estados ou distritos congressionais vencidos pelo republicano Donald Trump; azul indica aqueles vencidos pela democrata Kamala Harris.

### Mapas

Resultados dos votos do Colégio Eleitoral ganhos por cada estado e pelo Distrito de Columbia. Note que essas contagens são provisórias, pois o Colégio Eleitoral ainda não se reuniu.
Resultados por percentual de votos em cada estado. Tons mais escuros indicam uma maior porcentagem de votos para o candidato vencedor. Este mapa não representa os resultados nos distritos congressionais do Maine ou Nebraska, que votam por distrito congressional e não de forma geral (at-large).
Um cartograma descontínuo dos resultados dos estados, dimensionado de acordo com sua contribuição ao Colégio Eleitoral.
Resultados por condado, sombreados de acordo com os resultados do vencedor. Os resultados estão atualmente incompletos e serão atualizados à medida que as apurações avançarem.
Resultados por condado, sombreados pela porcentagem de votos do vencedor. Os resultados estão atualmente incompletos e serão atualizados à medida que as apurações sejam finalizadas.
Resultados por margem de vitória em cada estado.

## Análise do resultado
A vitória de Trump foi descrita como decisiva, com ele conquistando todos os estados-pêndulo e mantendo todos os estados que havia vencido em 2020. Ele virou seis estados que votaram nos democratas em 2020: Arizona, Geórgia, Michigan, Nevada, Pensilvânia e Wisconsin. Trump venceu o voto popular nacional, tornando-se o primeiro republicano a fazê-lo desde George W. Bush em 2004. Ele aumentou significativamente sua participação de votos entre quase todos os grupos demográficos, especialmente entre eleitores hispânicos, formando uma coalizão de classe trabalhadora descrita como a mais diversificada racialmente para um candidato republicano em décadas. Após sua vitória em 2016, Trump tornou-se o segundo presidente eleito para um segundo mandato não consecutivo, 132 anos após Grover Cleveland derrotar Benjamin Harrison em 1892. Esta foi também a primeira eleição desde 1892 em que o partido que ocupava a Casa Branca foi derrotado em três eleições consecutivas. Trump, com 78 anos, é a pessoa mais velha já eleita presidente dos Estados Unidos; Vance, com 40 anos, foi o primeiro millennial eleito vice-presidente. Harris obteve 226 votos eleitorais, o pior desempenho de um candidato presidencial democrata desde Michael Dukakis em 1988.

## Dados demográficos dos votantes
| Subgrupo demográfico                                        | Trump     | Harris    | % do voto total |
| Ideologia                                                   | Ideologia | Ideologia | Ideologia       |
| ----------------------------------------------------------- | --------- | --------- | --------------- |
| Liberais                                                    | 7         | 91        | 23              |
| Moderados                                                   | 40        | 57        | 42              |
| Conservadores                                               | 90        | 9         | 34              |
| Partido                                                     |           |           |                 |
| Democratas                                                  | 4         | 95        | 31              |
| Republicanos                                                | 94        | 5         | 35              |
| Independentes                                               | 46        | 49        | 34              |
| Gênero                                                      |           |           |                 |
| Homens                                                      | 55        | 42        | 47              |
| Mulheres                                                    | 45        | 53        | 53              |
| Estado Civil                                                |           |           |                 |
| Casado                                                      | 56        | 43        | 54              |
| Solteiro                                                    | 42        | 54        | 46              |
| Gênero por estado civil                                     |           |           |                 |
| Homens casados                                              | 60        | 38        | 28              |
| Mulheres casadas                                            | 51        | 48        | 26              |
| Homens solteiros                                            | 49        | 47        | 20              |
| Mulheres solteiras                                          | 38        | 59        | 27              |
| Raça/etnia                                                  |           |           |                 |
| Branco                                                      | 57        | 41        | 71              |
| Negro                                                       | 13        | 85        | 11              |
| Latino                                                      | 46        | 52        | 12              |
| Asiático                                                    | 39        | 54        | 3               |
| Nativo americano                                            | 65        | 34        | 1               |
| Outro                                                       | 52        | 43        | 2               |
| Gênero por raça/etnia                                       |           |           |                 |
| Homens brancos                                              | 60        | 37        | 34              |
| Mulheres brancas                                            | 53        | 45        | 37              |
| Homens negros                                               | 21        | 77        | 5               |
| Mulheres negras                                             | 7         | 91        | 7               |
| Homens latinos                                              | 55        | 43        | 6               |
| Mulheres latinas                                            | 38        | 60        | 6               |
| Outro                                                       | 46        | 48        | 6               |
| Religião                                                    |           |           |                 |
| Protestante/Outros Cristãos                                 | 63        | 36        | 42              |
| Católico                                                    | 58        | 40        | 22              |
| Judeu                                                       | 22        | 78        | 2               |
| Outra religião                                              | 34        | 59        | 10              |
| Sem afiliação religiosa                                     | 26        | 71        | 24              |
| Religião por raça                                           |           |           |                 |
| Protestante branco/Outro cristão                            | 72        | 26        | 30              |
| Católico branco                                             | 61        | 35        | 15              |
| Judeu branco                                                | 20        | 80        | 2               |
| Outra religião branca                                       | 43        | 52        | 5               |
| Branco sem afiliação religiosa                              | 27        | 71        | 17              |
| Evangélico branco ou cristão renascido                      |           |           |                 |
| Sim                                                         | 82        | 17        | 22              |
| Não                                                         | 40        | 57        | 78              |
| Idade                                                       |           |           |                 |
| 18–24 anos                                                  | 42        | 54        | 9               |
| 25–29 anos                                                  | 45        | 53        | 6               |
| 30–39 anos                                                  | 46        | 50        | 16              |
| 40–49 anos                                                  | 50        | 48        | 16              |
| 50–64 anos                                                  | 56        | 43        | 27              |
| 65 anos ou mais                                             | 49        | 49        | 28              |
| Idade por gênero                                            |           |           |                 |
| Homens de 18–29 anos                                        | 49        | 47        | 7               |
| Homens de 30–44 anos                                        | 53        | 43        | 12              |
| Homens de 45–64 anos                                        | 60        | 38        | 16              |
| Homens de 65 anos ou mais                                   | 55        | 44        | 12              |
| Mulheres de 18–29 anos                                      | 37        | 61        | 7               |
| Mulheres de 30–44 anos                                      | 43        | 54        | 12              |
| Mulheres de 45–64 anos                                      | 50        | 49        | 19              |
| Mulheres de 65 anos ou mais                                 | 45        | 54        | 16              |
| Idade por raça                                              |           |           |                 |
| Brancos de 18–29 anos                                       | 49        | 49        | 8               |
| Brancos de 30–44 anos                                       | 55        | 42        | 15              |
| Brancos de 45–64 anos                                       | 62        | 37        | 25              |
| Brancos de 65 anos ou mais                                  | 55        | 44        | 22              |
| Negros de 18–29 anos                                        | 15        | 84        | 2               |
| Negros de 30–44 anos                                        | 15        | 82        | 3               |
| Negros de 45–64 anos                                        | 15        | 83        | 4               |
| Negros de 65 anos ou mais                                   | 5         | 93        | 3               |
| Latinos de 18–29 anos                                       | 47        | 49        | 3               |
| Latinos de 30–44 anos                                       | 45        | 52        | 3               |
| Latinos de 45–64 anos                                       | 49        | 50        | 4               |
| Latinos de 65 anos ou mais                                  | 41        | 58        | 2               |
| Outros                                                      | 46        | 48        | 6               |
| Orientação sexual                                           |           |           |                 |
| LGBT                                                        | 13        | 86        | 8               |
| Não-LGBT                                                    | 53        | 45        | 92              |
| Primeira vez votando                                        |           |           |                 |
| Sim                                                         | 56        | 43        | 8               |
| Não                                                         | 50        | 48        | 92              |
| Educação                                                    |           |           |                 |
| Ensino médio ou menos                                       | 63        | 35        | 15              |
| Alguns anos de faculdade                                    | 51        | 47        | 26              |
| Associado                                                   | 56        | 41        | 16              |
| Graduação                                                   | 45        | 53        | 24              |
| Pós-graduação                                               | 38        | 59        | 19              |
| Educação por raça                                           |           |           |                 |
| Brancos com diploma universitário                           | 45        | 52        | 33              |
| Brancos sem diploma universitário                           | 66        | 32        | 39              |
| Não-brancos com diploma universitário                       | 32        | 65        | 10              |
| Não-brancos sem diploma universitário                       | 34        | 64        | 19              |
| Educação por raça/gênero                                    |           |           |                 |
| Mulheres brancas com diploma universitário                  | 41        | 57        | 17              |
| Mulheres brancas sem diploma universitário                  | 63        | 35        | 20              |
| Homens brancos com diploma universitário                    | 50        | 47        | 16              |
| Homens brancos sem diploma universitário                    | 69        | 29        | 18              |
| Não-brancos                                                 | 33        | 64        | 29              |
| Renda                                                       |           |           |                 |
| Menos de $30,000                                            | 46        | 50        | 12              |
| $30,000–49,999                                              | 53        | 45        | 16              |
| $50,000–99,999                                              | 51        | 46        | 32              |
| $100,000–199,999                                            | 47        | 51        | 28              |
| Acima de $200,000                                           | 45        | 51        | 13              |
| Famílias com sindicato                                      |           |           |                 |
| Sim                                                         | 45        | 53        | 19              |
| Não                                                         | 50        | 47        | 81              |
| Serviço militar                                             |           |           |                 |
| Veteranos                                                   | 65        | 34        | 12              |
| Não-veteranos                                               | 48        | 50        | 88              |
| Região                                                      |           |           |                 |
| Leste                                                       | 46        | 51        | 21              |
| Centro-Oeste                                                | 53        | 46        | 22              |
| Sul                                                         | 55        | 44        | 35              |
| Oeste                                                       | 43        | 54        | 23              |
| Tipo de área                                                |           |           |                 |
| Urbana                                                      | 38        | 59        | 29              |
| Suburbana                                                   | 51        | 47        | 51              |
| Rural                                                       | 64        | 34        | 19              |
| Eleitores suburbanos brancos por gênero                     |           |           |                 |
| Mulheres suburbanas brancas                                 | 53        | 46        | 19              |
| Homens suburbanos brancos                                   | 62        | 35        | 18              |
| Outros eleitores                                            | 46        | 52        | 63              |
| Aprovação do trabalho de Biden                              |           |           |                 |
| Desaprovo fortemente                                        | 93        | 4         | 45              |
| Desaprovo um pouco                                          | 43        | 54        | 14              |
| Aprovo um pouco                                             | 4         | 95        | 24              |
| Aprovo fortemente                                           | 2         | 98        | 15              |
| Sentimento sobre a situação atual nos EUA                   |           |           |                 |
| Insatisfeito                                                | 56        | 42        | 43              |
| Irritado                                                    | 72        | 27        | 30              |
| Satisfeito                                                  | 18        | 81        | 19              |
| Entusiasmado                                                | 11        | 89        | 6               |
| Os melhores dias da América estão                           |           |           |                 |
| No futuro                                                   | 40        | 58        | 61              |
| No passado                                                  | 67        | 31        | 35              |
| Qualidade do candidato que mais importava                   |           |           |                 |
| Tem habilidade de liderança                                 | 66        | 30        | 30              |
| Pode trazer a mudança necessária                            | 74        | 24        | 28              |
| Tem bom julgamento                                          | 16        | 82        | 20              |
| Se importa com pessoas como eu                              | 25        | 73        | 18              |
| Votou para presidente principalmente                        |           |           |                 |
| Pelo seu candidato                                          | 55        | 44        | 73              |
| Contra o seu oponente                                       | 37        | 60        | 24              |
| Qual candidato é muito extremo                              |           |           |                 |
| Trump é muito extremo                                       | 2         | 97        | 45              |
| Harris é muito extrema                                      | 98        | 1         | 38              |
| Tanto Harris quanto Trump são muito extremos                | 63        | 21        | 8               |
| Nem Harris nem Trump são muito extremos                     | 65        | 26        | 5               |
| Decidiu seu voto para presidente                            |           |           |                 |
| Antes de setembro                                           | 50        | 49        | 79              |
| Em setembro                                                 | 42        | 54        | 7               |
| Em outubro                                                  | 40        | 47        | 6               |
| Na última semana                                            | 54        | 42        | 3               |
| Nos últimos dias                                            | 47        | 41        | 4               |
| Problema considerado mais importante                        |           |           |                 |
| Democracia                                                  | 18        | 80        | 34              |
| Economia                                                    | 80        | 19        | 32              |
| Aborto                                                      | 25        | 74        | 14              |
| Imigração                                                   | 90        | 9         | 11              |
| Política externa                                            | 57        | 37        | 4               |
| Democracia ameaçada nos Estados Unidos                      |           |           |                 |
| Democracia nos EUA muito ameaçada                           | 51        | 47        | 38              |
| Democracia nos EUA algo ameaçada                            | 50        | 49        | 35              |
| Democracia nos EUA algo segura                              | 48        | 50        | 17              |
| Democracia nos EUA muito segura                             | 54        | 45        | 8               |
| Confiança na realização da eleição de forma justa e precisa |           |           |                 |
| Muito confiante                                             | 14        | 84        | 35              |
| Algo confiante                                              | 58        | 39        | 33              |
| Pouco confiante                                             | 82        | 16        | 21              |
| Nada confiante                                              | 79        | 19        | 10              |
| Preocupado com a violência como resultado da eleição        |           |           |                 |
| Sim                                                         | 42        | 56        | 70              |
| Não                                                         | 69        | 29        | 28              |
| Condição da economia do país                                |           |           |                 |
| Não muito boa                                               | 54        | 44        | 35              |
| Péssima                                                     | 87        | 10        | 33              |
| Boa                                                         | 8         | 91        | 27              |
| Excelente                                                   | 10        | 89        | 5               |
| Situação financeira da família hoje                         |           |           |                 |
| Pior do que há quatro anos                                  | 81        | 17        | 46              |
| Mais ou menos a mesma                                       | 28        | 69        | 30              |
| Melhor do que há quatro anos                                | 14        | 82        | 24              |
| A inflação causou dificuldades familiares no último ano     |           |           |                 |
| Dificuldades moderadas                                      | 51        | 45        | 53              |
| Nenhuma dificuldade                                         | 20        | 77        | 24              |
| Dificuldades severas                                        | 74        | 24        | 22              |
| O aborto deve ser                                           |           |           |                 |
| Legal em todos os casos                                     | 10        | 87        | 32              |
| Legal na maioria dos casos                                  | 49        | 49        | 33              |
| Ilegal na maioria dos casos                                 | 92        | 7         | 26              |
| Ilegal em todos os casos                                    | 88        | 11        | 6               |
| Opinião sobre a Suprema Corte                               |           |           |                 |
| Aprova                                                      | 83        | 14        | 35              |
| Desaprova                                                   | 26        | 71        | 60              |
| A maioria dos imigrantes indocumentados nos EUA deve ser    |           |           |                 |
| Oferecida a chance de obter status legal                    | 22        | 75        | 56              |
| Deportada                                                   | 87        | 11        | 40              |
| O apoio dos EUA a Israel é                                  |           |           |                 |
| Forte demais                                                | 30        | 67        | 31              |
| Apropriado                                                  | 39        | 59        | 31              |
| Não é forte o suficiente                                    | 82        | 17        | 30              |

### Precisão das pesquisas
As pesquisas subestimaram Trump pela terceira vez, mesmo quando ele já estava em uma posição mais forte do que em 2020 e 2016. A maioria dos comentaristas apontou o fato de que as pesquisas não subestimam um partido por três ciclos consecutivos. Os resultados das eleições de 2022 também deram mais legitimidade a essa teoria, já que as previsões de uma onda vermelha haviam desaparecido no dia da eleição. As médias das pesquisas foram mais precisas nos estados disputados, mas subestimaram enormemente a força de Trump tanto em estados seguros republicanos quanto democratas. Flórida e Texas foram projetados para votar em Trump por cerca de sete pontos, mas ele os venceu por cerca de 13 pontos. A renomada pesquisadora Ann Selzer divulgou uma pesquisa em Iowa que indicava a vitória de Harris por três pontos, mas Trump venceu o estado por 13 pontos. Por outro lado, Nova Jérsei foi projetado para ser um estado seguro para Harris, mas a maioria das emissoras de notícias aguardou até que 90% dos votos fossem apurados para declarar sua vitória, já que ela estava liderando por apenas cinco pontos.
O historiador Alan Lichtman previu incorretamente uma vitória de Harris usando seu sistema das "chaves".